# Marius (giraf)
Marius (født 6. februar 2012, død 9. februar 2014) var en giraf, der boede i København Zoo. Selvom han var sund, var Marius genetisk uegnet til fremtidig avl i fangenskab. Kort efter hans fødsel informerede København Zoo koordinatoren for Den Europæiske Sammenslutning af Zoologiske Haver og Akvarier (EAZA), som ifølge Dansk Zoologisk Selskab sammen med sit udvalg forsøgte at finde et passende sted til Marius, men det lykkedes ikke. I sidste ende besluttede dyrepasserne at aflive Marius på grund af hans genfejl.
På trods af adskillige tilbud om at redde Marius via en underskriftsindsamling, blev han aflivet den 9. februar 2014. Hans lig blev derefter obduceret i en offentlig fremvisning og derefter fodret til parkens løver. Begivenheden modtog verdensomspændende mediedækning og genererede tilbageslag fra flere organisationer og enkeltpersoner, herunder dødstrusler mod personalet i zoologisk have.

## Efterspil
Dyrenes Beskyttelse støttede aflivningen af Marius. Andre organisationer kritiserede den offentlige dissektion og stillede spørgsmålstegn ved dens værdi ved at fremvise et dødt dyr. EAZA udsendte en pressemeddelelse, der "fuldstændig støtter beslutninger og politik i Københavns Zoo".
Bengt Holst, parkens daværende direktør, forklarede, at mængden af international interesse var kommet som en overraskelse for zoo, men understregede også vigtigheden af åbenhed. Han forsvarede at drabet på Marius var baseret på aflivning til kunstig selektion og sagde, at giraffer i zoologiske haver avlede meget godt. Da dette var tilfældet, skulle giraffer udvælges for at sikre, at de bedste gener blev videregivet for at sikre dyrenes overlevelse. Holst bekræftede også, at zoologisk have typisk slagter 20 til 30 dyr hvert år, hovedsageligt antiloper, lamaer og geder. Offentlig dissektion af døde dyr passer ifølge Bengt Holst med zoologisk haves politik om at uddanne folk indenfor natur og dyreliv.
Den 26. maj 2014 blev Bengt Holst nomineret til Årets Københavner af Politikens læsere. Nominationen skete på baggrund af Bengts interview med Channel 4-journalisten Matt Frei, hvor han ville "insistere på, at vi ikke skulle ændre verden til en Disney-verden, hvor ingen personer nogensinde dør".